# Sperone
Sperone är en ort och kommun i provinsen Avellino i regionen Kampanien i Italien. Kommunen hade 3 747 invånare (2017).